# 玉山镇 (磐安县)
玉山镇，中国浙江省金华市磐安县下辖的一个镇。位于磐安县东北部。

## 行政区划
玉山镇现辖22个行政村：
珍溪村、吕家山村、新艳村、黄里村、金竹坞村、隔水村、岭口村、中湖村、方塘村、孔畈村、林宅村、上月坑村、下月坑村、张村、马塘村、铁店村、浮牌村、孔宅畈村、佳村、向头村和元里村。